# Ahaggar-Kulturpark

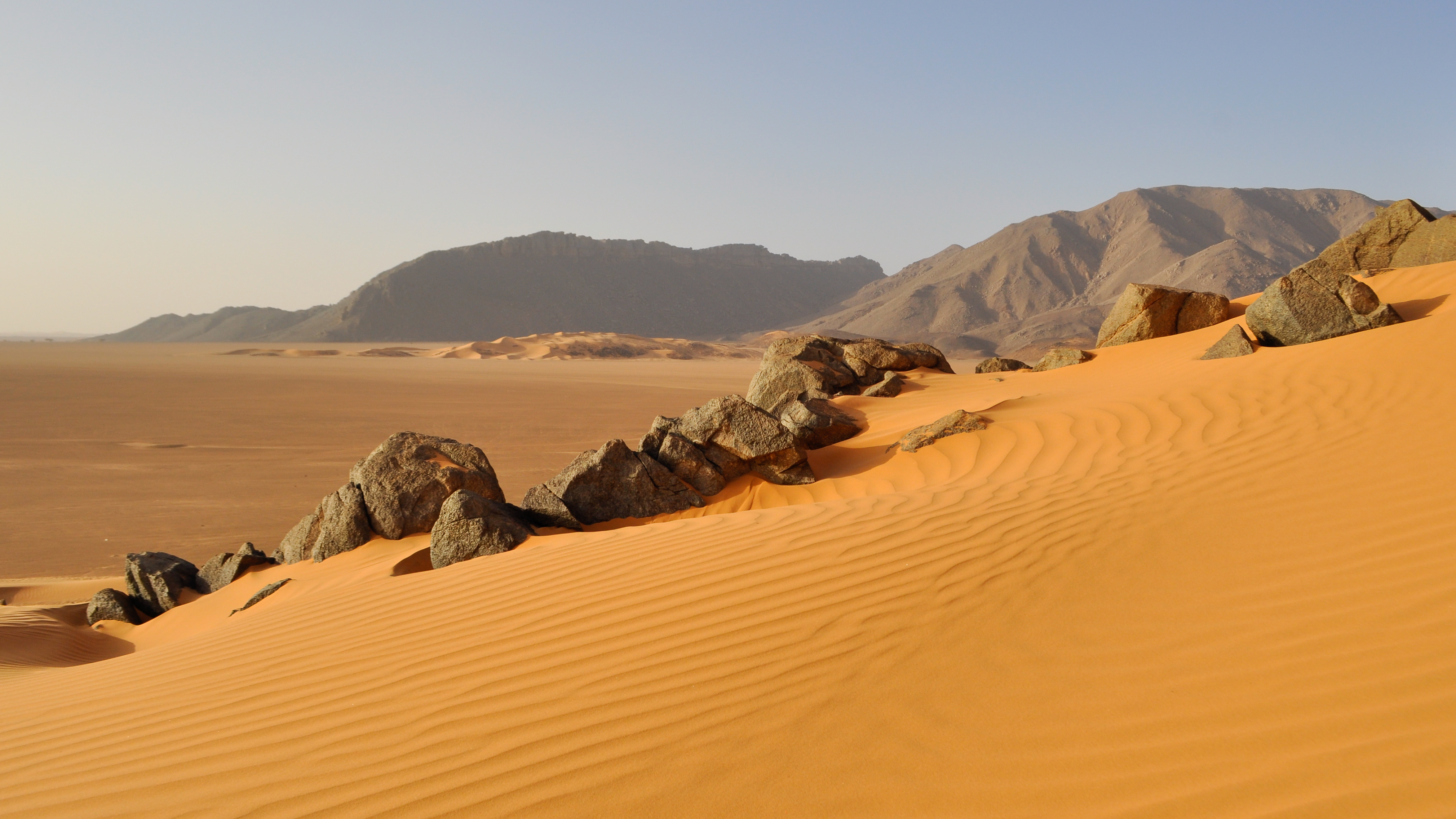
Sanddünen im Kulturpark Ahaggar

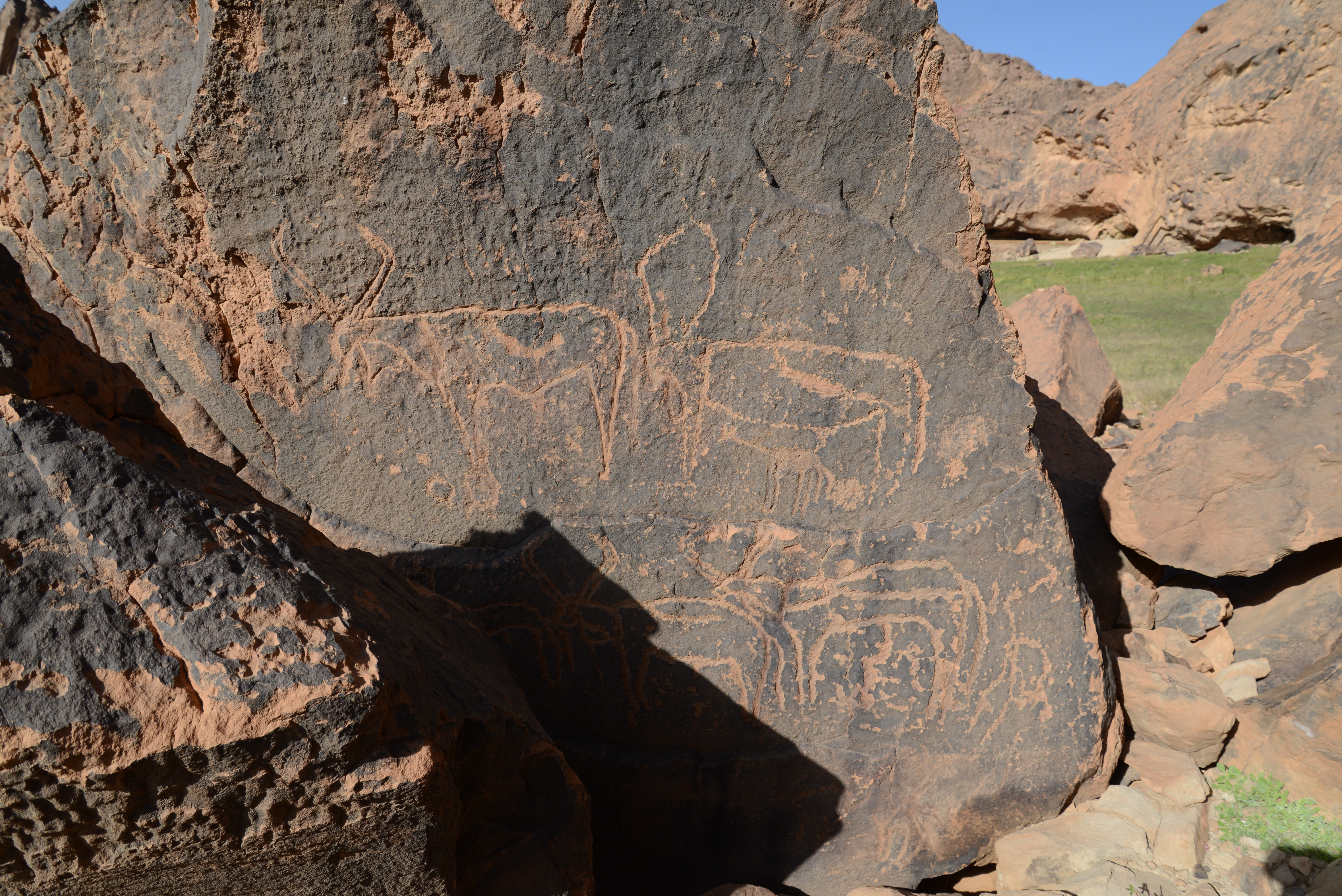
Prähistorische Felsritzungen mit Langhornrindern im Kulturpark Ahaggar

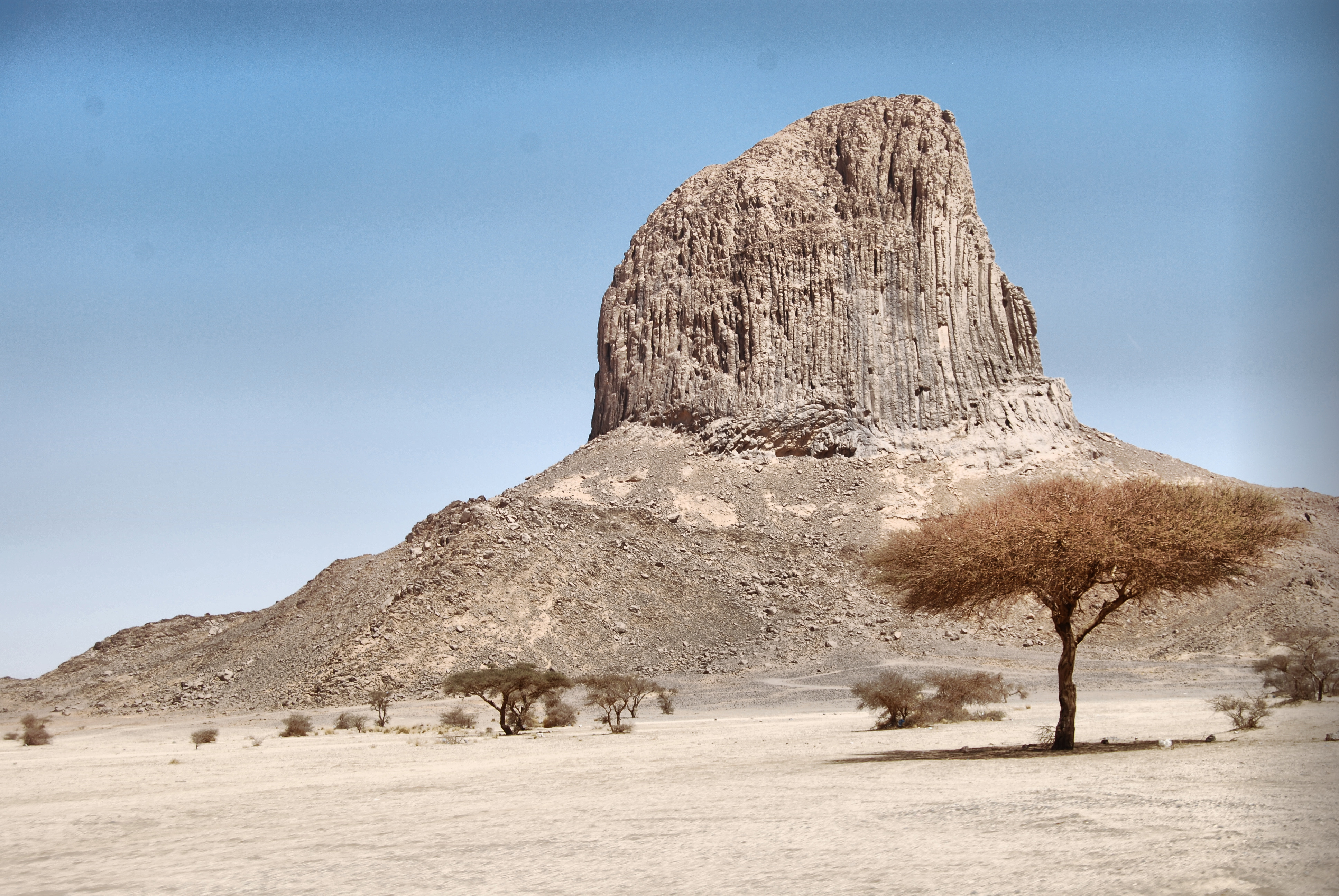
Iharen, ein Phonolith im Kulturpark Ahaggar

Der Kulturpark Ahaggar oder parc culturel de l'Ahaggar (von 1987 bis 2011 Nationalpark Ahaggar) umfasst das Ahaggar-Gebirge im Süden Algeriens. Der 1987 eingerichtete Park ist mit einer Fläche von 633.887 km² das größte Schutzgebiet der 22 Nationalparks in Algerien.

## Geographie
Das Relief des Ahaggar-Gebirges ist überwiegend vulkanischen Ursprungs und sein höchster Berg Mount Tahat (2908 m) liegt im Atakor-Vulkanfeld. Hier befindet sich auch das Assekrem-Plateau (plateau de l’Assekrem). Das Ahaggar ist für seine bizarren Felslandschaften bekannt. Erodierte Vulkanschlote bilden heute markante Erhebungen. Als Grundgebirge treten Granite und Gneise auf. Spätere vulkanische und tektonische Ereignisse haben Basalte und Rhyolithe hinterlassen, die das Geländebild typisch prägen. Das Ahaggar liegt auf Höhe des nördlichen Wendekreises, etwa 1500 km südlich der algerischen Hauptstadt Algier.
Das Gebiet wurde überwiegend von Tuareg bewohnt. Seit den 1990er-Jahren sind viele Algerier aus dem Norden zugezogen. Seine Fläche umfasst etwa die Größe Frankreichs, denn es erstreckt sich west-östlich auf knapp 2100 km und nord-südlich auf über 1500 km.
Der Ahaggar-Kulturpark erstreckt sich auf einer Fläche von 633.887 km² (2017) in der Sahara. Die bedeutendste bewohnte Siedlung der Gebirgsgegend ist die Oase und Großstadt Tamanrasset. Weitere Gemeinden im Bereich des Kulturparks sind Abalessa, In Amguel, Aine Guezzame, Tin Zaouatine, Tazrouk, Idles, In Salah, In Ghar und Fougarta Azouaia.
Der Kulturpark liegt im algerischen Teil des Gebirges. Der größte Teil des Ahaggars befindet sich in Algerien, umfasst aber auch Teile des Niger im Süden. Prägende Landschaftselemente des Parks sind das Ahaggar-Gebirge, kleinere Dünengebiete, ausgedehnte Ebenen mit Kies- und Geröllwüste und die Oase von Tamanrasset.

## Ökologie
Die westsaharische montane Dornstrauchsavanne oder Grasland sind im Park vorhanden. In isolierten Arealen findet sich beständiges Grasland. Die permanente Vegetation ist vor allem buschartig. Akazien und Tamarisken kommen vor allem in den Oueds zwischen den Bergen bis auf etwa 1800 m Höhe vor.
Die international gefährdeten Dorkasgazelle und der Mähnenspringer (Ammotragus lervia) leben im Ahaggar Nationalpark.

## Geschichte
Die Schutzzone wurde 1987 durch die algerische Regierung als Nationalpark („parc national de l'Ahaggar“) eingerichtet und umfasste zu diesem Zeitpunkt eine Fläche von 446.700 km². Durch einen Erlass des Premierministers im Jahre 2011 erfolgte die Umbenennung in „parc culturel de l'Ahaggar“.
Der Kulturpark ist Teil des Regierungsprogramms Conservation de la biodiversité d’intérêt mondial et utilisation durable des services écosystémiques dans les parcs culturels en Algérie.